# ميخائيل ليندن
ميخائيل ليندن (بالألمانية: Michael Linden)‏ هو طبيب نفسي وطبيب وعالم نفس ألماني، ولد في 30 يوليو 1948 في زيمرن في ألمانيا.